# ميركوري-أطلس 7
كان ميركوري-أطلس 7، (الذي أطلق في 24 مايو عام 1962)، هو الرحلة الرابعة لمشروع ميركوري، وهو أول برنامج فضاء مأهول للولايات المتحدة. وقامت المركبة الفضائية "ميركوري"، والمسماة أورورا 7، بثلاثة مدارات أرضية، قادها رائد الفضاء مالكولم سكوت كاربنتر. وكان السادس من حيث ذهاب الإنسان إلى الفضاء والرابع من حيث الجنسية الأمريكية.
وأخذ خطأً في الاستهداف أثناء إعادة الدخول للمركبة الفضائية بـ 250 ميلاً (حوالي 400 كم) خارج المسار، مما أدى إلى تأخير انتعاش كاربنتر والمركبة الفضائية. واستخدمت البعثة مركبة الفضاء ميركوري رقم 18 ومركبة الإطلاق أطلس رقم 107-D.

## معلومات المهمة
- الكتلة: 2,975 رطل (1,350 كم)
- الحضيض: 96 ميل (154 كم)[3]
- الأوج: 162 ميل (260 كم)[3]
- الانحراف المداري: 0.00804[3]
- زاوية الميلان: 32.5°[3]
- دور مداري: 88.3 دقيقة[3]
- الوقود:[4]
  - 35 رطل (16 كجم) للنظام التلقائي
  - 24.9 رطل (11.3 كجم) لدليل النظام

## أحداث المهمة

### التحضير
سُلمت مركبة ميركوري الفضائية رقم 18 إلى كيب كانافيرال، فلوريدا في 15 نوفمبر 1961. أثناء الاستعداد للمغادرة، قام الطاقم بتغيير المنظار وأصلح المظلة لمنعها من الانتشار قبل أوانها كما حدث خلال الرحلة السابقة. بالإضافة إلى ذلك، أُضيف جهاز يُسمى «عاكس منخفض الدرجة»، لقياس درجة الحرارة حول الكبسولة، وتسجيل بيانات عن درجة الحرارة من 28 موقعًا على المركبة الفضائية.
نُقلت مركبة أطلس 107 دي من مصنع كونفير في سان دييغو، كاليفورنيا في 25 فبراير 1962. وسُلمت إلى كيب كانافيرال في 6 مارس 1962.
شملت مركبة أطلس 107 دي تغييرين صغيرين على مركبة أطلس 109 دي (الصاروخ المعزز الخاص بمهمة جلين) - إذ جرى إزالة بطانية العزل من حاجز خزان الوقود التي اعتُبرت غير ضروريةً وتم تغيير موعد انفصال الصاروخ المعزز بمقدار ثانية (تي 130 بدلا من تي 131).
أخَّر تركيب مستشعر درجة الحرارة وتصحيح دارة المظلة الكهربائية موعد الإطلاق حتى شهر مايو.
أنشِئت شبكة من المحطات الأرضية والسفن تسمى «شبكة ميركوري» حول العالم لتوفير تغطية مستمرة للمركبة الفضائية. بالنسبة لميركوري أطلس 7، تكونت الشبكة من 15 موقعًا خاصًا بميركوري وعدة محطات صواريخ في المحيط الأطلسي (إيه إم آر) ومركز جودارد لرحلات الفضاء. كان مسؤولو الاتصال مع الكبسولة (كابكوم) يعملون في محطات مختلفة حول العالم للتواصل مع كاربنتر. كان جوس جريسوم هو الكابكوم في كيب كانافيرال. كان آلان شيبرد هو الكابكوم في كاليفورنيا.

### التجارب العلمية
كان تركيز مهمة كاربنتر التي استمرت لخمس ساعات ذي طابع علمي. شملت خطة المهمة الكاملة أول دراسة للسوائل في بيئة منعدمة الوزن، وتصوير الأرض، ومحاولة باءت بالفشل لرصد توهج أرضي.
شملت إحدى التجارب إطلاق بالون متعدد الألوان ظل مربوطًا بالكبسولة، ومراقبة سلوك السوائل في حالة انعدام الوزن داخل زجاجة مغلقة، واستخدام مقياس ضوئي خاص لتحديد مدى رؤية توهج أرضي، والتقاط صور للطقس الأرضي بكاميرات محمولة باليد، ودراسة طبقة التوهج الليلي – وهي مهمة تلقى كاربنتر تدريبًا خاصًا للقيام بها. كان البالون المربوط عبارةً عن كرة مايلر قابلة للنفخ بعرض 30 بوصة، جرى طيها وتخزينها مع مضخة غاز في علبة الهوائي. كان وزن عبوة البالون بالكامل باوندين. قُسم البالون إلى خمسة أقسام بألوان مختلفة - ألومنيوم غير ملون وأصفر وبرتقالي وأبيض وطلاء فسفوري ظهر باللون الأبيض نهارًا والأزرق ليلًا - وكان من المقرر إطلاق البالون بالقرب من نقطة الحضيض المدارية بعد إكمال أول مدار ليطفو بحرية عند نهاية خيط نايلون بطول 100 قدم. كانت الهدف من تجربة البالون هو دراسة تأثيرات الفضاء على الخصائص الانعكاسية للأسطح الملونة من خلال الرصد البصري والتصوير الفوتوغرافية وجمع قياسات عن المقاومة الديناميكية الهوائية باستخدام مقياس انفعال.

### مجريات الرحلة
استيقظ كاربنتر في الساعة 1:15 صباحًا في يوم الرحلة وتناول فطورًا مكوننًا من عصير البرتقال وشرائح اللحم والبيض والخبز المحمص والقهوة. قبل دخوله الكبسولة، شرب الماء والعصير والقهوة والشاي الحلو للحفاظ على رطوبة جسده. صعد إلى الجسر الرافع في الساعة 4:36 صباحًا، ودخل المركبة الفضائية في الساعة 4:43 صباحًا. على عكس ميركوري أطلس 6، لم تكن هناك مشكلة في براغي الإحكام.
انطلقت المركبة في الساعة 7:45 صباحًا (بتوقيت فلوريدا) في 24 مايو 1962.
كان أداء مركبة الإطلاق ممتازًا بشكل عام على الرغم من حدوث شذوذ صغير، إذ تحول أحد المفاتيح الهيدروليكية للمحرك المعول إلى وضع الإحباط بعد 265 ثانية من بدء المهمة بسبب حدوث عطل في أحد محولات الضغط ما أنتج قراءة خاطئة أشارث إلى فقد الضغط الهيدروليكي. مع ذلك، نظرًا لأن محولًا آخر أشار إلى مستويات الضغط الصحيحة بعد انقطاع المحرك المعول (إس إي سي أوه)، فقد استمر الإطلاق بشكل طبيعي (كان لابد من فصل كلا المفتاحين عن نظام إيه إس آي إس لتوليد إشارة الإحباط). كان مسار رحلة أطلس دقيقًا جدًا لدرجة أن مركبة أورورا حققت تقريبًا جميع المعاملات المدارية الدقيقة المُخطط لها. حدث انقطاع المحرك المعول بعد 309 ثانية من بدء المهمة وانفصلت الكبسولة بعد 312 ثانية من بدء المهمة.
أُعطي كاربنتر مواد غذائية صلبة لأول مرة (على شكل مكعبات مجففة بالتجميد داخل كيس بلاستيكي) بدلًا من مواد غذائية على شكل معجون داخل أنبوب، لكنها تسببت في حدوث مشاكل بسبب تحرك فتاتها العائم داخل المقصورة. كانت مكعبات الطعام مغطاة بمادة مضادة للتفتت، ولكنها ربما سُحقت عن طريق الخطأ قبل الإطلاق، ما أدى إلى تفكك المادة المغلفة. أعرب كاربنتر عن قلقه بشأن امتصاص الفتات في مجاري التهوية داخل الكبسولة. بالإضافة إلى ذلك، انصهرت قطعة حلوى نتيجة درجات الحرارة العالية في المقصورة (التي وصلت إلى 102 درجة فهرنهايت). مع نهاية المدار الثاني، أخبر كاربنتر مركز التحكم أن معظم الطعام قد تلف وأنه سيتجنب لمسه لبقية الرحلة باستثناء تناول كبسولات الزيلوز.